# Francisco Zumel
Francisco Zumel (* um 1540 in Palencia; † 1607 in Salamanca) war Priester und später Ordensmeister des Mercedadierordens (OdeM). Anfänglich war er als Schulmeister tätig. Ab 1580 übernahm er eine Professur für Moraltheologie an der Universität von Salamanca und wurde nach Eintritt in den Orden zum Provinzial der Ordensprovinz von Kastilien ernannt. Im Jahre 1593 wählte ihn das Generalkapitel des Ordens zum 32. Generalmagister des 1218 gegründeten Ordens zur Befreiung christlicher Gefangener aus den Händen der Mauren.